# Carla Bartheel
Carla Bartheel, nata Charlotte Franziska Johanna Barthel (Świętochłowice, 5 luglio 1902 – Berlino, 28 dicembre 1983), è stata un'attrice e fotografa tedesca.

## Biografia
Carla Bartheel, che non poté dedicarsi alla carriera di danzatrice a causa di una aritmia cardiaca, studiò recitazione e canto, e recitò nei teatri di Berlino. Nel 1927 iniziò la carriera di attrice del cinema: interpretò, tra gli altri, Ein Mädel aus dem Volke (1927), La storia di una piccola Parigina (1928) e Il cane di Baskerville (1929).
Nel 1930 andò a Hollywood con un contratto della First National per recitarvi tre film in lingua tedesca, Der Tanz geht weiter, versione tedesca di Those Who Danse di William Beaudine, Moby Dick, il mostro del mare, di Michael Curtiz, e Die Maske fällt, di William Dieterle, versione di The Way of All Men di Frank Lloyd.
Tornò in Germania l'anno dopo e terminò la carriera nel 1933 con un film di propaganda nazista di Franz Wenzler, Uno dei tanti. Dal gennaio del 1938 si dedicò alla sua passione per i viaggi, la scrittura e la fotografia. Membro della Associazione degli scrittori tedeschi, pubblicò alcuni libri da lei stessa illustrati.

## Filmografia
- Kinderseelen klagen euch an (1927)
- Todessturz im Zirkus Cesarelli (1927)
- Der Fluch der Vererbung (1927)
- Ein Mädel aus dem Volke (1927)
- Eine kleine Freundin braucht jeder Mann (1928)
- Der Ladenprinz (1928)
- Er geht rechts - sie geht links (1928)
- La storia di una piccola Parigina (1928)
- Herkules Maier (1928)
- Scampolo (1928)
- Modellhaus Crevette (1928)
- Geschichten aus dem Wienerwald (1928)
- Die weiße Sonate (1928)
- Seine stärkste Waffe (1928)
- Unter der Laterne (1928)
- Die Halbwüchsigen (1929)
- Il cane di Baskerville (1929)
- Jugendtragödie (1929)
- La danzatrice di corda (1929)
- Der Mann, der nicht liebt (1929)
- Sturm auf drei Herzen (1929)
- Terra senza donne (1929)
- Verzeih mir (1929)
- Der Tanz geht weiter (1930)
- Moby Dick, il mostro del mare (1931)
- Die Maske fällt (1931)
- Kinder vor Gericht (1931)
- Eine Stadt steht kopf (1932)
- Schüsse an der Grenze (1933)
- Uno dei tanti (1933)

## Opere
- Abenteuer an der Eismeerstraße, Franckh'sche, Stuttgart, 1939
- Unter Sinai-Beduinen und Mönchen. Eine Reise, Limpert, Berlin, 1943